# Peroxisom-Proliferator-aktivierte Rezeptoren

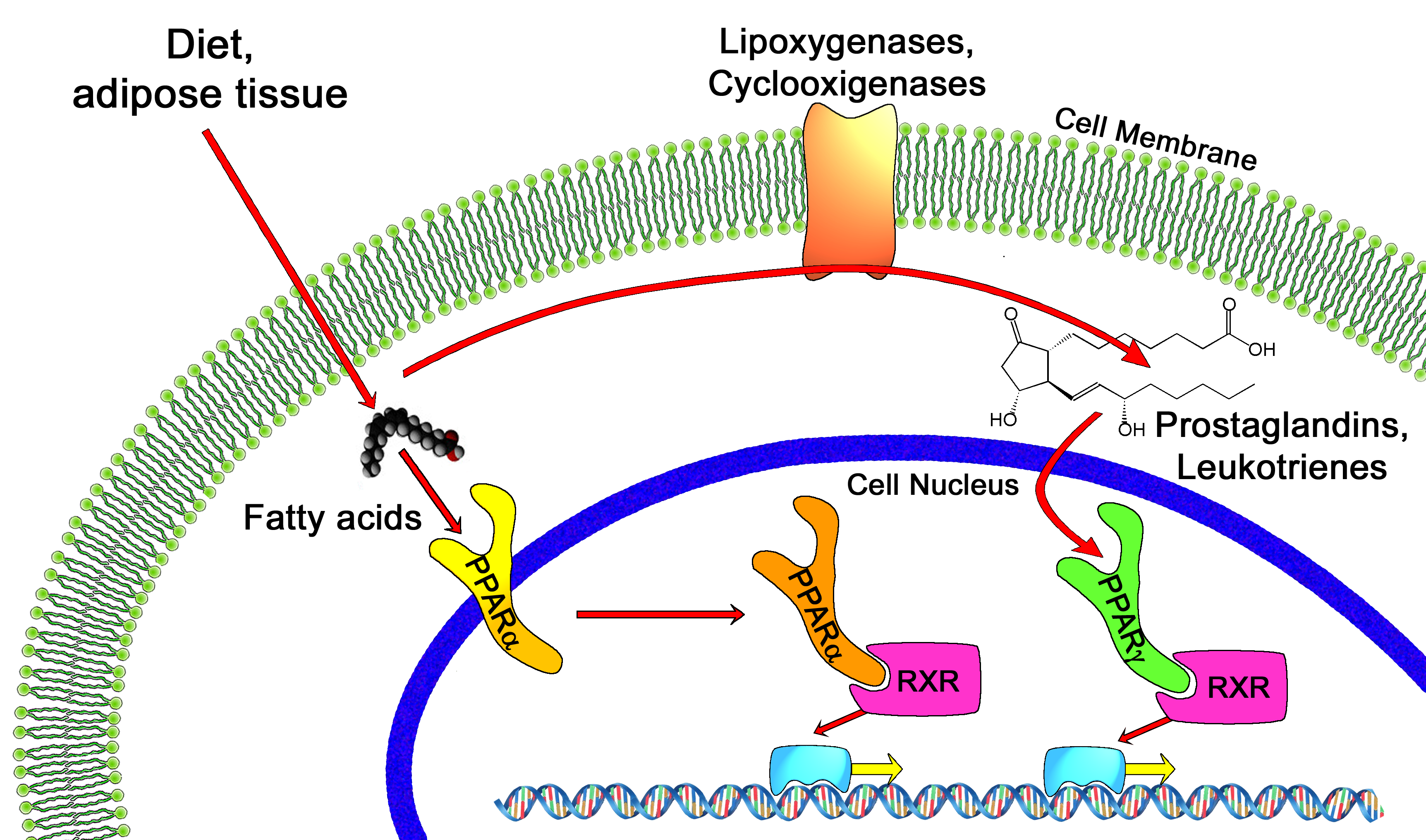
Aktivierungschema des PPAR_{α} und PPAR_{γ}

Peroxisom-Proliferator-aktivierte Rezeptoren (kurz: PPARs) sind intrazellulare Rezeptoren, die über einen physiologischen oder pharmakologischen Liganden aktiviert werden und als Transkriptionsfaktoren die Expression einer Vielzahl von Genen regulieren. Sie gehören zu einer Gruppe von Rezeptoren, die im Zellkern angesiedelt sind.
Im menschlichen Organismus konnten bisher drei PPAR-Subtypen (α, β/δ, γ) identifiziert werden. Diese unterscheiden sich nicht nur in ihrer lokalen Expression, sondern vor allem auch hinsichtlich ihres Genexpressionsmusters und der biologischen Funktion der Gene, deren Transkription durch sie beeinflusst wird.

## PPAR-Subtypen

### PPARα
PPARα wird in hohem Maße in der Leber sowie in der Niere, dem Darm und dem Herz exprimiert. Die Aktivierung von PPARα hat in erster Linie Effekte auf die Blutfettwerte: Sie bewirkt unter anderem eine Reduktion der zirkulierenden Triglyceride, die Synthese von Apo A1, eine Steigerung der Aufnahme freier Fettsäuren, eine Erhöhung der Fettsäureoxidation und eine HDL-Erhöhung bei gleichzeitiger Reduktion der LDL-Konzentration. Darüber hinaus hat die Aktivierung von PPARα antiinflammatorische Effekte.

### PPARβ/δ
PPARβ (auch bezeichnet als PPARδ) ist in nahezu allen Geweben des menschlichen Organismus nachweisbar. Der β/δ-Rezeptor reguliert in erster Linie die Expression von Genen mit Wirkung auf den Fettstoffwechsel. Darüber hinaus besitzt PPARβ/δ zentrale Funktionen in der Zellproliferation. In Versuchen an adipösen Tieren bewirkte die Aktivierung von PPARβ/δ eine Verbesserung verschiedener metabolischer Parameter sowie eine Reduktion des Körpergewichts.

### PPARγ
PPARγ wird ubiquitär exprimiert. Die Aktivierung von PPARγ bewirkt insbesondere eine Verbesserung des Glucosestoffwechsels sowie der Insulinsensitivität. Weiterhin steigert die Aktivierung des  PPARγ-Rezeptors die Aufnahme freier Fettsäuren und wirkt auf die Differenzierung von Adipozyten und Makrophagen. Darüber hinaus hat auch die Aktivierung von PPARγ antiinflammatorische Effekte. Letztlich konnte eine Assoziation zwischen der Aktivierung des PPARγ-Rezeptors und einer Reduktion des Arteriosklerose-Risikos gezeigt werden. Amorfrutine binden und aktivieren PPARγ.

## Wirkmechanismus
Peroxisom-Proliferator-aktivierte Rezeptoren (PPARs) können sowohl durch physiologische als auch durch pharmakologische Liganden aktiviert werden. Nach der Aktivierung erfolgt eine Bindung der PPARs an einen ebenfalls aktivierten Retinoid-X-Rezeptor (RXR). Im Anschluss bindet dieser Komplex an eine spezifische DNA-Sequenz, das PPAR response element (PPRE), und induziert dadurch spezifische Gentranskriptionsmuster.

## PPARs als pharmakologische Zielstrukturen
Auf Grund ihres Einflusses auf verschiedene Stoffwechselprozesse im menschlichen Organismus ist das Interesse an einer therapeutischen Modulation der PPARs in den vergangenen Jahren stark angestiegen. Verschiedene Substanzen, die über eine Aktivierung der PPARs wirken, werden bereits eingesetzt oder befinden sich in klinischen Studien. Diese sogenannten PPAR-Agonisten unterscheiden sich jedoch signifikant in den durch die Aktivierung induzierten Genexpressionsprofilen, das heißt jeder PPAR-Agonist bewirkt spezifische Genaktivierungs- und Gendeaktivierungsmuster. Eine Klassifizierung der PPAR-Agonisten ist auf Grund dieses substanzspezifischen Wirkungsprofils nur äußerst eingeschränkt möglich.

### Fibrate
Fibrate sind pharmakologische Liganden für PPARα, die in erster Linie als Lipidsenker zur Therapie von Fettstoffwechselstörungen zum Einsatz kommen (z. B. Bezafibrat, Gemfibrozil). Fibrate bewirken unter anderem eine ausgeprägte Reduzierung der Konzentration von Triglyceriden im Blut und einen geringen Anstieg des HDL-Cholesterins.

### Lanifibranor, Elafibranor
Das Indol-Sulfonamid Lanifibranor ist ein pan-PPAR-Agonist, der zur Zeit (11/2021) klinisch geprüft wird. Es verbessert die Insulinsensitivität und die Aktivierung von Makrophagen. Auch vermindert es die Expression inflammatorischer Gene. Diese Wirkungen sind im Tierexperiment besser als  bei einzelnen oder dualen PPAR-Agonisten. In der randomisierten NATIVE-Studie wurde geprüft, ob Lanifibranor die Leberfibrosierung bei nichtalkoholischer Steatose der Leber (NASH) vermindern kann. Erste Ergebnisse waren positiv.
Elafibranor (Handelsname: Iqirvo) wurde als dualer PPAR-Agonist im Jahr 2024 zur Behandlung der primär biliären Cholangitis zugelassen.

Lanifibranor
Elafibranor

### Thiazolidindione/Glitazone
Thiazolidindione bzw. Glitazone sind pharmakologische Substanzen, die überwiegend PPARγ aktivieren. Sie steigern die Insulinsensitivität und verhindert eine Hyperinsulinämie. Die Thiazolidindione werden auch als Insulin-Sensitizer bezeichnet. Auf Grund ihrer Wirkung werden sie zur Behandlung von Patienten mit Diabetes mellitus eingesetzt (z. B. Pioglitazon).

### Glitazare
Glitazare sind duale PPAR-Agonisten, die sowohl mit dem PPARα- als auch dem PPARγ-Rezeptor interagieren und dadurch potentiell eine Vielzahl von Stoffwechselprozessen günstig beeinflussen können: Über die Aktivierung von PPARγ steigern sie die Insulinsensitivität des peripheren Gewebes. Zudem bewirkt die Aktivierung von PPARα eine Verbesserung verschiedener Parameter des Lipidprofils (z. B. Erhöhung des HDL-Cholesterins, Reduktion des LDL-Cholesterins). Aufgrund dieses dualen Wirkprinzips gelten PPARα/γ-Agonisten als vielversprechende Therapieoptionen in der kardiovaskulären Risikoprävention bei Patienten mit Typ-2-Diabetes. Allerdings konnten die ersten Vertreter der PPARα/γ-Agonisten Muraglitazar und Tesaglitazar die in sie gesetzten Erwartungen nicht erfüllen und mussten aufgrund ihres Nebenwirkungsprofils in ihrer Entwicklung gestoppt werden. Aktuell befindet sich mit Aleglitazar ein PPARα/γ-Agonist in klinischen Studien, der mit nahezu gleicher Affinität an PPARα- und PPARγ-Rezeptoren bindet. Aufgrund seiner balancierten Rezeptoraffinität bewirkt Aleglitazar ein spezifisches und für dieses Substanz charakteristisches Genaktivierungs- und Gendeaktivierungsmuster, das sich deutlich von dem anderer Glitazare unterscheidet. Klinische Daten aus Phase II belegen günstige Effekte auf den Glukosespiegel, das Lipidprofil sowie weitere kardiovaskuläre Risikofaktoren wie den Blutdruck und Entzündungsmarker. Die Daten deuten darauf hin, dass Aleglitazar das Potential besitzt, das kardiovaskuläre Risiko bei Patienten mit Typ-2-Diabetes zu senken. Diese Hypothese wurde in einer Phase-III-Endpunktstudie untersucht. Im Jahr 2013 stoppte das schweizerische Pharmaunternehmen Roche aber auch diese Studie wegen Sicherheitsbedenken und fehlender Wirksamkeit.